# 莫羅區

莫羅區（西班牙語：Distrito de Moro），是秘魯的一個區，位於該國北部安卡什大區的桑塔省，面積359.35平方公里，海拔高度426米，2005年人口7,562，人口密度為每平方公里21人。